# Walmart México
Walmart do México e da América Central, Walmart de México y Centroamérica (Walmex) é uma empresa da área de varejo e subsidiária do Walmart no México e na América Central. Opera com 2,300 unidades em seis países: México, Guatemala, Costa Rica, Honduras, El Salvador e Nicarágua.